# Двуреченский, Николай Иванович
Николай Иванович Двуреченский (1924—1979) — участник Великой Отечественной войны, командир взвода 994-го стрелкового полка 286-й стрелковой дивизии 59-й армии 1-го Украинского фронта, лейтенант. Герой Советского Союза.

## Биография
Родился 18 января 1924 года (по другим данным 16 июля 1924 года) в с. Головщино ныне Грязинского района Липецкой области в семье крестьянина. Русский.
Образование среднее.
В Красной Армии с 1942 года. В 1943 году окончил Куйбышевское военное пехотное училище. В действующей армии — с 1943 года. Член ВКП(б)/КПСС с 1944 года. Участник боёв на Ленинградском и 1-м Украинском фронтах. Дважды был ранен.
Командир взвода 994-го стрелкового полка лейтенант Николай Двуреченский 18 января 1945 года во время схватки с врагом у населённого пункта Кшешовице (северо-западнее города Краков, Польша) поднял взвод в штыковую атаку, нанеся противнику большой урон. Одним из первых переправился через реку Одер и вёл упорные бои за удержание и расширение плацдарма. Когда командир роты был ранен, принял командование ротой и продолжал наступление.
После войны продолжил службу в армии. В 1946 году окончил курсы усовершенствования офицерского состава. С 1947 года капитан Двуреченский — в запасе.
В 1955 году окончил Кабардино-Балкарский государственный университет. Жил в Нальчике, работал председателем областного совета туризма.
Умер 11 ноября 1979 года, похоронен в Нальчике.

## Награды
- Звание Героя Советского Союза присвоено 10 апреля 1945 года.
- Награждён орденами Ленина и Красного Знамени, а также медалями.

## Память
- На доме № 25 на проспекте В. И. Ленина в городе Нальчике, где жил Н. И. Двуреченский, установлена мемориальная доска.